# Henri, le Chat Noir
Henri, le Chat Noir (französisch Henri, le Chat Noir [lə ʃa nwaʁ], deutsch ‚Henri, die schwarze Katze‘) (oft auch: englisch „Existential Cat“, deutsch ‚Existenzialistische Katze‘) ist eine Videoreihe von schwarz-weißen Kurzfilmen über die Gedanken des Katers Henri. In den Filmen erfährt man von ihm auf Französisch mit englischem Akzent von den existentiellen Fragen im Alltag von Katzen. Henri selbst ist schwarz-weiß, mit einer weißen Brust und weißen Pfoten. Er ist Existentialist, liegt in den Videos herum oder blickt melancholisch aus dem Fenster. Die Videos haben englische Untertitel. Thema der Videos ist auch eine philosophische Langeweile Henris. Bekannt ist insbesondere Henri 2, Paw De Deux (2012), das auf einem Festival den Preis für das beste Katzenvideo des Internets erhielt.

## Henri(2007)
Der Filmemacher Will Braden sollte als Student am Seattle Film Institute ein Videoprofil über eine Person drehen und wählte aufgrund von Zeitknappheit das Videoprofil einer Katze als Parodie auf Filme des Nouvelle Vague. Im Rahmen des Filmstudiums hatten Braden und seine Kommilitonen einige französische Schwarz-Weiß-Filme aus den 1940er und 1950er Jahren gesehen. Braden begann darüber nachzudenken, wie die Amerikaner diese Filme wahrnehmen, die er als „sehr anspruchsvoll und eigenwillig“ bezeichnet. Er schrieb das Drehbuch, und seine Mutter, die fließend Französisch spricht, half ihm bei der Aussprache. Der Kater, der mit acht Jahren aus einem Tierheim in Seattle zu Verwandten Bradens kam, heißt eigentlich Henry, wurde aber für den Film Henri genannt, um ihn französischer wirken zu lassen.
Das Video wird musikalisch begleitet von der ersten der drei Gymnopédies von Erik Satie. Die ersten Gedanken Henris in dem Video sind „Mein Name ist Henri ... Ich bin eine schwarze Katze .... Ich lebe ein Leben voller Luxus ... Aber ich fühle mich leer ...“.
Das zweieinhalbminütige Video wurde von Lehrern und Kommilitonen gut aufgenommen, und schließlich entschied sich Braden, ein Profil Henris auf dem Sozialen Netzwerk Facebook einzurichten. Henri wurde 2007 außerdem auf der Videoplattform YouTube veröffentlicht, die damals noch jung war. Das Genre der Katzenvideos im Internet war gerade erst im Begriff zu entstehen.

## Henri 2, Paw De Deux(2012)
Ende 2011 begann Braden die Dreharbeiten für das zweite Video. Zur Vorbereitung auf den Filmdreh las er Autoren, die mit dem Existentialismus in Zusammenhang gebracht werden, beispielsweise Albert Camus und Friedrich Nietzsche. Auch dieser zweite Film erzählt im Stil eines Avantgardefilms der 1950er Jahre von Henris Katzenseele. Henri denkt hier auch über die Absurdität der Existenz nach. Der Film handelt außerdem von seiner philosophisch-existenziellen Angst.
Seine Überlegungen reichen von sardonisch über absurd bis komisch. Der Film hat eine Länge von 2 Minuten und 6 Sekunden. Auch Henri 2, Paw De Deux ist unterlegt mit Klaviermusik.
2012 wurde Henri 2, Paw De Deux auf dem im Walker Art Center in Minneapolis ausgerichteten Internet Cat Video Festival mit dem erstmals vergebenen Golden Kitty Award als bestes Katzenvideo des Internets ausgezeichnet.

## Weitere Informationen
Viele weitere Videos mit Henri erschienen ab 2012, unter anderem ein Halloween-Clip mit dem Titel L’Haunting. 2014 begann Braden, das Internet Cat Video Festival mit zu organisieren, seit 2016 organisiert er das CatVideoFest.
Im Jahr 2016 kam Henri auf 175 000 Likes bei Facebook. 
2019 verzeichnet Henri 2, Paw De Deux über 10 Millionen Aufrufe. Die Auszeichnung 2012 hatte den Ruhm von Henri erheblich gesteigert. Prominente wie der Schauspieler Christopher Walken bekannten sich öffentlich als Fans des Videos. Der Filmkritiker Roger Ebert bezeichnete die Kurzfilme als „beste Internet-Katzenvideos, die jemals gemacht wurden“.